# Marek Bakoš
Marek Bakoš (* 15. April 1983 in Nová Baňa, Tschechoslowakei) ist ein ehemaliger slowakischer Fußballspieler.

## Karriere
Bakoš begann mit dem Fußballspielen bei seinem Heimatverein ŠK Nová Baňa und wechselte mit 15 Jahren zum damaligen Zweitligaaufsteiger FC Nitra. Zu seinem ersten und einzigen Einsatz in der Profimannschaft kam der Angreifer in der Saison 1999/00.
Nachdem sich Bakoš beim FC Nitra nicht hatte durchsetzen können, wechselte er zur Saison 2004/05 innerhalb der Corgoň liga zum ŠK Matador Púchov. Hier etablierte sich Bakoš schnell als Stammspieler und erzielte in seinem ersten Jahr in Púchov neun Saisontore. Nachdem er in der folgenden Saison in der Hinrunde acht Tore erzielt hatte, wurde der russische Erstligist Schinnik Jaroslawl auf den Bakoš aufmerksam; er wechselte im Januar 2006 in die Premjer-Liga.
In der Saison 2006 fungierte er jedoch meist nur als Ersatzspieler und blieb ohne Torerfolg und stieg mit Schinnik in die 1. Division ab. In der Saison 2007 gelangen ihm in der zweiten russischen Liga zwar drei Tore, dennoch wechselte er im Juli 2007 zurück in die Slowakei zum MFK Ružomberok.
Nachdem er in den folgenden zwei Spielzeiten insgesamt 16 Ligatore für Ružomberok erzielt hatte, holte ihn sein ehemaliger Trainer aus Púchov – der Tscheche Pavel Vrba – im Sommer 2009 zu Viktoria Pilsen in die tschechische Gambrinus Liga.
Das Jahr 2011 sollte zu Bakošs bisher erfolgreichsten Profijahr werden: Nachdem er Viktoria Pilsen mit insgesamt neun Treffern zum ersten tschechischen Meistertitel der Vereinsgeschichte verhalf, erzielte er in der Qualifikation zur UEFA Champions League 2011/12 sechs Tore in fünf Spielen und qualifizierte sich mit Pilsen erstmals für die Gruppenphase. Am 13. September 2011 gelang Bakoš beim 1:1 gegen den belarussischen Meister BATE Baryssau der erste Champions-League-Treffer in der Geschichte von Viktoria Pilsen. Im Rückspiel erzielte er den 1:0-Siegtreffer und ermöglichte somit die Qualifikation Pilsens als Gruppendritter für die UEFA Europa League.
Seine Leistungen in der Saison 2011/12 verhalfen ihm am 29. Februar 2012 zu seinem Debüt in der slowakischen Nationalmannschaft. Beim 2:1-Sieg im Freundschaftsspiel gegen die Türkei stand Bakoš in der Startformation.

## Erfolge
- Tschechischer Meister: 2011, 2013
- Tschechischer Pokalsieger: 2015